# Квебекская байкерская война
Квебе́кская ба́йкерская война́ (англ. Quebec Biker war, фр. Guerre des motards au Québec) — криминальная война, охватившая канадскую провинцию Квебек с 1994 по 2002 год. Насилие было вызвано переделом сфер влияния в уличной торговле наркотиками. Сторонами конфликта выступили две банды байкеров: «Ангелы Ада» (Hells Angels MC) и «Rock Machine MC». Война стоила жизни 150 человек. Формально выиграли «Ангелы», но позднее многие из них были осуждены на различные сроки заключения.